# You Da One
A You Da One a barbadosi származású énekesnő, Rihanna második kislemeze a 2011-ben megjelent Talk That Talk című stúdióalbumáról. A dalt Ester Dean, Dr. Luke, Rihanna, John Hill és Cirkut írta, míg a felvételeket Dr. Luke és Cirkut intézte. A dal először 2011. november 11-én szólalt meg a Capital FM hullámhosszain. Kislemezként az Egyesült Királyságban 2011. november 13-án, míg az USA területén november 14-én jelent meg. A You Da One-t a kritikusok pozitívan fogadták, elismerően írtak a reggae és a dancehall keverékéről. A dalt Rihanna több régebbi kislemezén megjelent dalhoz hasonlították. Ilyen például a What’s My Name? és a Man Down.

## Előzmények
A You Da One szövegét Lukasz Gottwald, Ester Dean, John Hill és Rihanna írta közösen, míg a dal előadásának háttérmunkáját Gottwald, művésznevén Dr. Luke készítette. A dal a lemezről kiadott második kislemezen jelent meg, és az USA-ban először a Clear Channel Radio hullámhosszain lehetett hallani 2011. november 11-én. A You Da One 2011. november 14. óta tölthető le az iTunes honlapjáról. A kislemeze fekete-fehér borítóján Rihanna látható, miközben a kezében egy cigarettát tart. A The Washington Postban Sarah Ann dicséri az énekesnő frizuráját, ugyanakkor kritikusan ír egy tabu, a cigaretta szerepeltetéséről.

## Létrejötte
A You Da One egy közepes tempójú pop- és elektropop ének, melyben más zenei műfajok – így a reggae és a dancehall elemei is megtalálhatók. A dalban a záró kórusrész előtt vannak dubstep és bridge elemek is. Az MTV-nél dolgozó Bradley Stern szerint a You Da One alapstruktúrája nagyban hasonlít Britney Spears Inside Out című zenéjére. „A You Da One egyszerű szövege egy a dalból is kihallható kényelmes kapcsolatról szól." James Montgomery ugyanebben a publikációban a következőt írta a dal szerkezetéről: "a dal Rihanna hagyományos területeiről indít, egy lassú, a skanknek kedvező ritmusra épít – mely egészen egy terebélyesedő kórusig nyílik ki. A végén ezzel ellentétben ismét elhalkul." Michael Cragg a The Guardianben a kritikájában többször is idéz a dal szövegéből, és ezt írja: „Talán kevésbé vág a szöveg a mondanivaló közepébe, de a kórus előtt szerepel egy szerethető My love is your love, your love is my love, mely egy keretet ad, és valami teljesen odaillőt mond: I'm so happy that you came into my life”.